# Чунмо

K239 Чунмо К-МЛРС је јужнокорејски ГПС-вођени прецизни ракетни артиљеријски систем. Развој је отпочео 2009. године. Ракете је развила компанија Ханва Корпорејшн, а возило за лансирање са 4 осовине развило је предузеће Ханва Дефенсе Системс (раније Доосан ДСТ).
Једно возило може уједно да користи ракете од 130 mm и 239 mm, такође може гађати ракетама од 227 mm које имају компатибилност са ракетама намењеним за систем М270 МЛРС, као заменом за Корионг.
Ракета од 239 mm има домет од 160 km и користи се углавном као "бункер бустер".